# The Jackson 5 European Tour
Tournées par Jackson 5
The Jackson 5 US Tour
(1971-1972) The Jackson 5 World Tour
(1973-1975)
 The Jackson 5 European Tour est la première tournée européenne des Jackson 5. Elle s'est déroulée en 1972. 

## Faits divers
- Avant de quitter le Royaume-Uni, les Jackson 5 ont livré un concert spécial pour la reine Élisabeth II lors de la Royal Command Performance[1].

## Programme
1. I Want You Back
2. ABC
3. Mama's Pearl
4. I'll Be There
5. Goin' Back To Indiana / Brand New Thing
6. Lookin' Through the Windows
7. Ben
8. Walk On (Reproduction instrumentale de Walk On By)
9. The Love You Save

## Liste des concerts
| # | Date             | Ville                 | Pays        | Lieu                     |
| - | ---------------- | --------------------- | ----------- | ------------------------ |
| 1 | 2 novembre 1972  | Amsterdam             | Pays-Bas    | Concertgebouw            |
| 2 | 4 novembre 1972  | Munich                | Allemagne   | Circus Krone             |
| 3 | 5 novembre 1972  | Francfort-sur-le-Main | Allemagne   | Stadthalle Offenbach     |
| 4 | 6 novembre 1972  | Paris                 | France      | Olympia                  |
| 5 | 9 novembre 1972  | Birmingham            | Royaume-Uni | Birmingham Odeon         |
| 6 | 10 novembre 1972 | Manchester            | Royaume-Uni | Belle Vue                |
| 7 | 11 novembre 1972 | Liverpool             | Royaume-Uni | Liverpool Empire Theatre |
| 8 | 12 novembre 1972 | Londres               | Royaume-Uni | Wembley Arena            |

## Équipe musicale

### Artistes principaux
- Michael Jackson : chanteur, danseur
- Jackie Jackson : chanteur, danseur, percussionniste
- Tito Jackson : chanteur, danseur, guitariste
- Jermaine Jackson : chanteur, bassiste
- Marlon Jackson : chanteur, danseur, percussionniste